# Henrique Casimiro
Henrique Madeira Casimiro (Aarau, Suïssa, 22 d'abril de 1986) és un ciclista portuguès, professional des del 2009 fins al 2024. El seu darrer equip fou l'Efapel.

## Palmarès
- 2007
  - Vencedor d'una etapa a la Volta a Portugal del futur
- 2018
  - Vencedor d'una etapa al Trofeu Joaquim Agostinho
- 2019
  - 1r al Trofeu Joaquim Agostinho